# 全熙正
全熙正（：／ Jeon Hee-jung，1930年3月5日—2020年9月21日），朝鲜民主主义人民共和国政治人物、外交官。朝鲜劳动党中央委员会委员（1980年－2016年）。第七至九届最高人民会议代议员。

## 生平
1930年生于江原道。毕业于平壤外國語大學。1950年代进入外务省工作，曾任驻柬埔寨一等秘书、驻扎伊尔参赞等职。1973年出任驻扎伊尔大使。1970年代中期开始担任朝鲜外务省仪礼局长，负责最高领导人的礼宾工作。1980年10月，当选朝鲜劳动党第六届中央委员会委员。1982年9月，任外事局长。1991年3月，任錦繡山紀念宮外事局长。2001年10月至2004年10月，他担任朝鲜驻埃及大使，兼驻阿曼、塞浦路斯、也门。2007年，他担任朝鲜国防委员会外事局长。2010年9月，再次当选朝鲜劳动党中央委员会委员。2012年获授金正日勋章。2016年退休。2020年9月22日，朝鲜中央通讯社发布消息称，金正恩委员长对他的逝世表示哀悼，已于21日赠送花圈。